# Ennemi public (série télévisée)
Pour les articles homonymes, voir Ennemi public.
Ennemi public est une série télévisée belge francophone,, créée par Antoine Bours, Fred Castadot, Gilles de Voghel, Matthieu Frances et Christopher Yates et diffusée depuis le 1er mai 2016 sur La Une. Elle s'inspire de l'affaire Dutroux, sujet ayant traumatisé la Belgique en 1996 et connu un retentissement mondial.
Il s'agit d'une série issue du premier appel à projets commun entre la RTBF et la Fédération Wallonie-Bruxelles, qui comprenait également La Trêve (2016).
En France, elle est diffusée depuis le 6 février 2017 sur TF1.
La deuxième saison a été diffusée, en Belgique, sur la RTBF, en 2019. 
La troisième saison a été diffusée en Belgique (toujours sur la RTBF) en mars 2023. En France, Netflix a acquis les droits de diffusion le 5 avril 2023, en tant que mini-série nommée "Le Livre de la Révélation".

## Synopsis
Assassin d'enfants libéré en conditionnelle, Guy Béranger est accueilli par les moines de l'abbaye de Vielsart, un tranquille petit village de l'Ardenne. Il est placé sous la protection de Chloé Muller, une jeune inspectrice de la police fédérale, persuadée que, tôt ou tard, l'ancien criminel récidivera. Alors que la population s'indigne de la présence de l'ennemi public no 1 dans leur voisinage, la police apprend la disparition inquiétante d'une fillette du village…

## Distribution
- Stéphanie Blanchoud : Chloé Muller
- Jean-Jacques Rausin : Michaël Charlier
- Clément Manuel : Lucas Stassart
- Angelo Bison : Guy Béranger
- Philippe Jeusette : Patrick Stassart
- Laura Sépul : Judith Stassart
- Vincent Londez : Vincent Stassart
- Lucas Jacquemin : Émile Stassart
- Daniel Hanssens : frère Joseph, le prieur
- Laurent Caron : frère Thomas
- Ange Dialot Nawasadio : frère André
- François Neycken : Fred
- Jean-Claude Dubiez : Michel Henrart
- Éric Godon : Étienne Gomez
- Olivier Bonjour : Eddy
- Blaise Ludik : Grégoire Malempré
- Sylvain Dai : Baptiste
- Frédéric Clou : Dimitri
- Jeanne Dandoy : Lana
- Emylie Buxin : Jessica Muller, enfant
- Anthony Foladore : Nino
- Adonis Danieletto : l'agent du PTS
- Michel Israël : abbé Mertens
- Dominique Grosjean : Marianne
- Pili Groyne : Amélia Charlier
- Igor Van Dessel : Jonathan Charlier
- Pauline Étienne : Jessica
- Eric Larcin : Jean de Coster
- Mathilde Mosseray : Tiffany Vermeulen
- Noa Staes : Tim
- Hélène de Saint-Père : Anne Muller (saison 2)
- Isabelle Roelandt : Anne Muller (saison 3)
- Vincent Eloy : Paul Van Acker (saison 2)

- Pauline Delbaere : Lucie (saison 3)
- Anaël Snoek : Séverine

## Production

### Développement
Inspirée de l'affaire Dutroux
Ennemi public s'inspire librement de l'affaire Dutroux, sujet ayant traumatisé la Belgique en 1996 et connu un retentissement mondial : le principal protagoniste de l’affaire, Marc Dutroux, est, entre autres, auteur de viols et de meurtres sur des enfants et de jeunes adolescentes, ainsi que d'activités relevant de la pédophilie, et fut condamné pour ces faits. Or son épouse et complice Michelle Martin a obtenu la liberté conditionnelle en 2012 et résida durant 3 ans chez les sœurs clarisses de Malonne, près de Namur, ce qui ne manqua pas de soulever l'émoi de l'opinion publique belge.
Loin d'en être une adaptation, le personnage criminel Guy Béranger de la série est un genre d'« Hannibal Lecter, un psychopathe manipulateur, fascinant et pervers à la fois ». L'un des deux réalisateurs Matthieu Frances précise que « le naturalisme n'est pas dans notre culture, dans celle de notre génération. On ne cherchait pas à coller à la réalité. Le plus important pour nous, c'était de raconter notre histoire. Mais les questions soulevées par la série sont des questions réelles. La distance de notre histoire permet au public de réfléchir à froid sur ces questions-là et nous orientons des réponses ».

### Distribution des rôles
En 2015, Clément Manuel est engagé pour incarner le frère Lucas à la suite de son combat pour l'obtenir : « J'ai craqué sur le scénario. J'ai lu les quatre premiers épisodes en deux jours. C'était hallucinant ! […] ce rôle était tellement intense et chargé ! […] J'ai écrit un long e-mail à la productrice. Je me suis débrouillé pour avoir le numéro de téléphone des deux réalisateurs. Il faut savoir que j'ai passé deux auditions, une en décembre 2014 et une autre en avril 2015. Plus de nouvelles. J'ai insisté. C'est là qu'on m'a demandé d'effectuer un nouvel essai, et il fut concluant », raconte-t-il dans une interview pour Ciné Télé Revue en mai 2016.
Quant à Angelo Bison, malgré son immense expérience au théâtre, il n'a pas « fait de télé ou de cinéma avant ça, ou trop peu » et rencontre l'équipe du « casting » de cette série télévisée qui, tout de suite, le voit parfaitement dans le rôle du personnage Guy Béranger, psychopathe tueur d'enfants : « C’est toi que l’on veut, c’est ton regard, ton visage ».

### Tournage
L'équipe du tournage débute en Wallonie dans la province de Luxembourg, en septembre 2015, les prises de vues en Ardenne pour un petit village fictivement baptisé Vielsart (en fait le village d'Alle-sur-Semois,), ainsi que des scènes forestières aux alentours de Bertrix, de Paliseul et de Libramont. Elle se déplace également, en octobre 2015, pour des prises sur une auberge à Nollevaux — un petit village de Paliseul, à Daverdisse, à Thirimont dans la commune de Waimes. Les extérieurs monacaux de l'abbaye de Marche-les-Dames dans la province de Namur et les intérieurs de l'abbaye du Val-Dieu à Aubel dans le pays de Herve en province de Liège serviront également.
La production de la première saison se termine en décembre 2015, avant Noël.
Le budget de chacun des épisodes est de 290 000 euros.
En mai 2017, on annonce un accord avec l'Abbaye Val-Dieu pour le tournage de la saison 2 en son sein.
Quelques scènes seront vraisemblablement tournées à Lobbes au lieu-dit Le Moulin du Bois à la fin de 2017.[réf. nécessaire]

### Fiche technique
- Titre original : Ennemi public
- Réalisation : Matthieu Frances et Gary Seghers
- Scénario : Antoine Bours, Gilles de Voghel, Matthieu Frances, Fred Castadot et Christopher Yates
- Costumes : Camille Mikolajczak
- Photographie : Philippe Therasse
- Montage : John Pirard et Nicolas Rumpl
- Musique : Daniel Capelletti
- Consultant Police : David Quinaux (Police de Charleroi)
- Production : Isabel de la Serna et François Touwaide
- Société de production : Playtime Films et Entre Chien et Loup ; RTBF et Proximus (coproductions)
- Société de distribution : La Une
- Pays d'origine :  Belgique
- Langue originale : français
- Format : couleur
- Genre : drame, polar, thriller
- Durée : 52 minutes
- Dates de diffusion :
  - Belgique : 1er mai 2016 sur La Une
  - France : 6 février 2017 sur TF1

## Diffusion internationale

### Chaînes
Diffusée d'abord en Belgique francophone par la RTBF, elle est ensuite diffusée par :
- Allemagne sur Sky Deutschland
- Australie sur SBS
- Belgique Région flamande sur Canvas (VRT) à partir du 4 février 2017[16]
- Danemark sur C More
- Espagne sur Movistar+ Series Xtra à partir du 11 septembre 2016 (Enemigo público)[17]
- Finlande sur C More
- France sur TF1 à partir du 6 février 2017[18]

Pour la saison 2, c’est TF1 séries films (du groupe TF1) qui proposera dès le 2 août 2019 à 21h00 avec 3 épisodes à la suite.
- Norvège sur C More
- Pologne sur Ale Kino+
- Portugal sur RTP 2 à partir du 5 décembre 2017[19]
- Royaume-Uni sur Sky
- Suède sur C More

### Diffusion en France
Pour sa diffusion en France, TF1 a demandé de doubler certaines scènes pour effacer des expressions du français de Belgique qui ne seraient pas comprises par les téléspectateurs français. Ainsi les mots « nonante » et « bourgmestre » ont été respectivement remplacés par « quatre-vingt-dix » et « maire ». 

## Épisodes

### Première saison (2016)
1. La Brebis égarée
2. La Marque de la bête
3. Les Fausses Idoles
4. Le Bon Berger
5. Frères de sang
6. L'Alliance
7. Le Puits des âmes
8. Agnus Dei
9. Tu ne tueras point
10. Le Jugement dernier

### Deuxième saison (2019)
1. Frères et sœurs
2. La dette
3. Le mystère de la foi
4. La résurrection
5. Un monde parfait
6. Les faux prophètes
7. Une brebis au milieu des loups
8. Tu honoreras ton père et ta mère
9. Le massacre des innocents
10. L'Exode

### Troisième saison (2023)
1. Le droit chemin
2. Le péché originel
3. Délivrez-nous du mal
4. La terre promise
5. Excommunication
6. La bête (Final)

## Accueil

### Audiences

#### En Belgique francophone
| Épisodes | Épisodes             | Date de diffusion | Téléspectateurs | Parts de marché |
| -------- | -------------------- | ----------------- | --------------- | --------------- |
| 1        | La Brebis égarée     | 1er mai 2016      | 445 800         | 24,9 %          |
| 2        | La Marque de la bête | 1er mai 2016      | 411 300         | 27,5 %          |
| 3        | Les Fausses Idoles   | 8 mai 2016        | 277 800         | 15,7 %          |
| 4        | Le Bon Berger        | 8 mai 2016        | 283 700         | 19,2 %          |
| 5        | Frères de sang       | 15 mai 2016       | 320 000         | 22,8 %          |
| 6        | L'Alliance           | 15 mai 2016       | 320 000         | 22,8 %          |
| 7        | Le Puits des âmes    | 22 mai 2016       | 390 000         | 23,3 %          |
| 8        | Agnus Dei            | 22 mai 2016       | 390 000         | 23,3 %          |
| 9        | Tu ne tueras point   | 29 mai 2016       | 329 245         | 23.6 %          |
| 10       | Le Jugement dernier  | 29 mai 2016       | 222 196         | 20.7 %          |

#### En France
En ce 6 février 2017, à la première partie de soirée, le premier épisode de la série est suivi par 4 571 000 téléspectateurs, dont 18,2 % de la part de marché, tandis que le second se voit avec 3 770 000, autrement dit 18,7 % du public.
Pour le troisième épisode, diffusé le 13 février 2017, il compte seulement 3 275 000 fidèles, soit 13,4 % du public, et 3 100 000 (13,9 %) : les deux premiers épisodes perdent 1 100 000 de curieux et 4,6 points de la part d'audience à cause de la diffusion des Aventuriers de l'arche perdue (Raiders of the Lost Ark) de Steven Spielberg sur M6.
La semaine suivante, bien que la suite des aventures d'Indiana Jones attire 3,6 millions d'amateurs sur M6, la série diffusant trois épisodes de la soirée perd à nouveau 45 000 téléspectateurs et 0,5 point de part d'audience, dont les deux premiers réunissent en moyenne 3,0 millions de fidèles (13,4 %).
Le 27 février 2017, les 3 derniers épisodes sont suivis en moyenne par 2,7 millions de téléspectateurs.
| Épisodes | Épisodes             | Date de diffusion | Téléspectateurs | Parts de marché         |
| -------- | -------------------- | ----------------- | --------------- | ----------------------- |
| 1        | La Brebis égarée     | 6 février 2017    | 4 571 000       | 18,2 %                  |
| 2        | La Marque de la bête | 6 février 2017    | 3 770 000       | 18,7 %                  |
| 3        | Les Fausses Idoles   | 13 février 2017   | 3 275 000       | 13,4 %                  |
| 4        | Le Bon Berger        | 13 février 2017   | 2 880 000       | 14,4 %                  |
| 5        | Frères de sang       | 20 février 2017   | 3 285 000       | 12,9 %                  |
| 6        | L'Alliance           | 20 février 2017   | 2 700 000       | 13,8 %                  |
| 7        | Le Puits des âmes    | 20 février 2017   | 2 200 000       | 20,5 %[réf. nécessaire] |
| 8        | Agnus Dei            | 27 février 2017   | 3 089 000       | 12,3 %                  |
| 9        | Tu ne tueras point   | 27 février 2017   | 2 630 000       | 12,9 %                  |
| 10       | Le Jugement dernier  | 27 février 2017   | 2 470 000       | 21,8 %                  |

### Accueil critique
En France, durant la diffusion belge, Pierre Sérisier du journal Le Monde souligne sa remarque que « le scénario prend soin de poser les problèmes avec lenteur afin de ne pas les vider de leur complexité. Ce faisant, il s’attarde parfois dans des histoires secondaires qui ralentissent le rythme des épisodes. Cela aurait sans doute mérité d’être un peu resserré ».
Quant à Pierre Langlais du Télérama, deux jours avant la diffusion en France, ne cache pas sa déception : « Le parcours de Béranger (Angelo Bison, glaçant à souhait) — sa vie parmi les moines — est intrigant, inquiétant, souvent prenant. L'enquête, en revanche, souffre de rebondissements poussifs et est parasitée par des personnages secondaires pas toujours bien incarnés. Un polar inégal, mais pas déplaisant » et Amandine Bourgoin du Paris Match, en plein jour de la première diffusion française, prévient que même « si on regrette certains choix scénaristiques pas toujours convaincants, notamment dans le déroulement de l'enquête, la chasse au tueur d'enfants tient en haleine jusqu'au final, inattendu et surprenant ».

## Distinctions
Récompenses
- MipDrama 2016 : Prix Coup de cœur[32],[33] face à onze autres séries internationales.
- Festival Séries Mania 2016 : Meilleure interprétation masculine dans une série francophone pour Angelo Bison[34],[35].